# Aymon Mallay
Aymon Mallay (Armand Gilbert Mallay) (1805-1883) est un architecte français du XIXe siècle, spécialisé dans la restauration de monuments historiques en Auvergne.

## Biographie
Architecte diocésain, il est chargé de programmer et de coordonner les travaux de restauration et d'entretien des édifices des diocèses de Clermont, Saint-Flour et du Puy.
Son fils Jean Baptiste Émile Mallay (1830-1894), également architecte, est nommé architecte diocésain de Clermont le 3 décembre 1883.

## Réalisations
Aymon Gilbert Mallay œuvre en particulier aux travaux de restauration de plusieurs cathédrales des diocèses dont il est chargé à partir de 1849 :
- cathédrale Notre-Dame-de-l'Assomption de Clermont[3] : démolition des tours romanes et achèvement de la façade ;
- cathédrale Notre-Dame-de-l'Annonciation du Puy-en-Velay[4] : dégagement des abords de la cathédrale, restauration de la façade ;
- cathédrale Notre-Dame-et-Saint-Privat de Mende ;
- cathédrale Saint-Pierre de Saint-Flour[5].

Il s'occupe également des travaux de nombreuses églises des diocèses auvergnats, et notamment les six églises dites « majeures » d'Auvergne  :
- la basilique Saint-Julien de Brioude entre 1851 et 1864, avec notamment la restauration de la tour ;
- l'église Saint-Julien de Chauriat, entre 1840 et 1865
- la basilique Saint-Amable de Riom ;
- l'église Notre-Dame-du-Marthuret à Riom ;
- la Sainte-Chapelle de Riom, en 1850 ;
- la basilique Notre-Dame-du-Port de Clermont-Ferrand ;
- l'église de Saint-Nectaire ;
- l'église Saint-Austremoine d'Issoire ;
- la basilique Notre-Dame d'Orcival ;
- l'église Notre-Dame de Saint-Saturnin,  la reconstruction de la flèche du clocher[7] ;
- l'église Saint-Pardoux de Mont-Dore, inaugurée en 1855 ;
- En 1849, il découvre la crypte de l'abbaye de Mozac.

En 1874, l’évêque de Clermont-Ferrand le propose pour la Légion d’honneur.

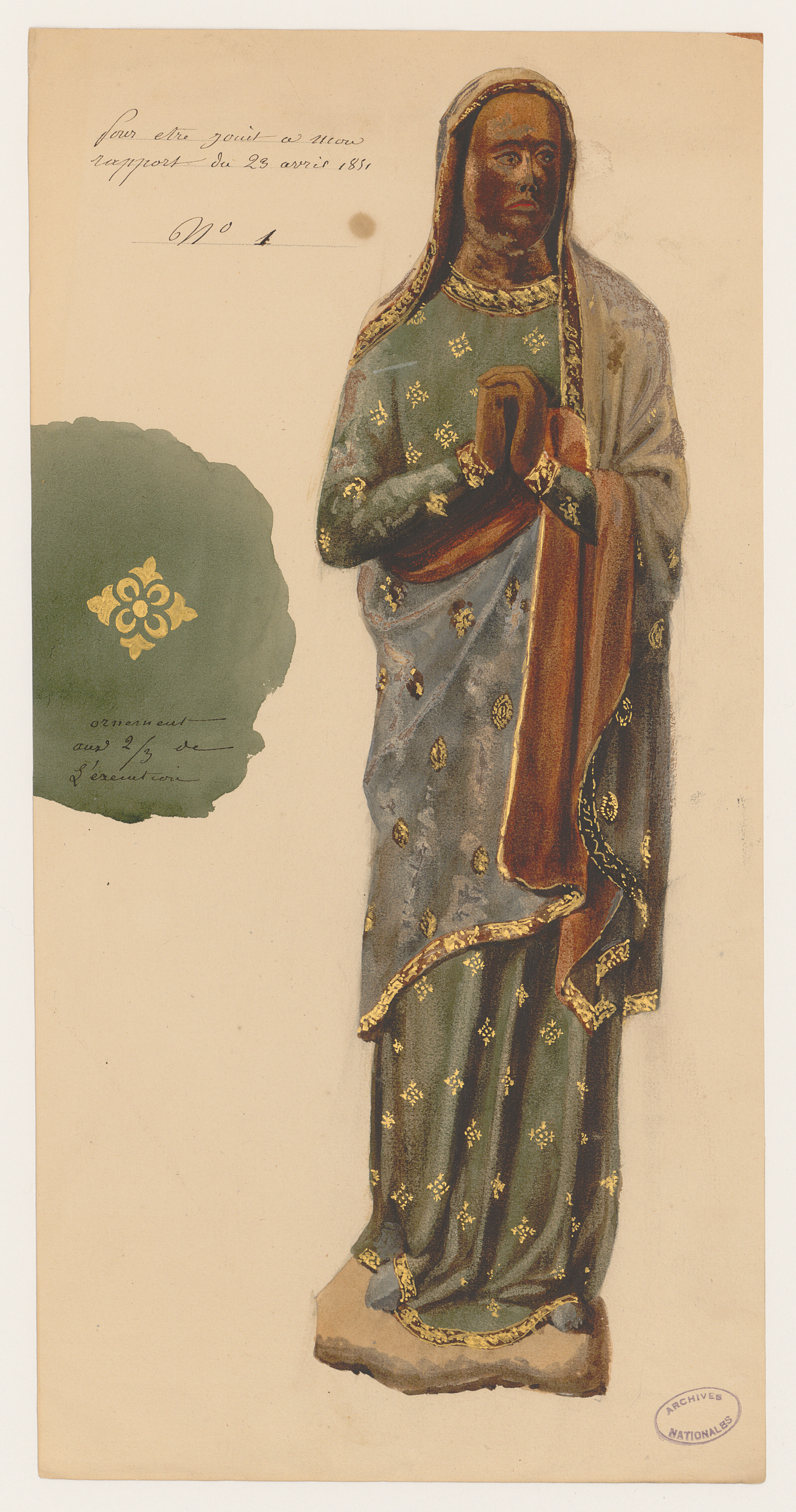
Vierge noire retrouvée dans une tour (Clermont-Ferrand), 1851
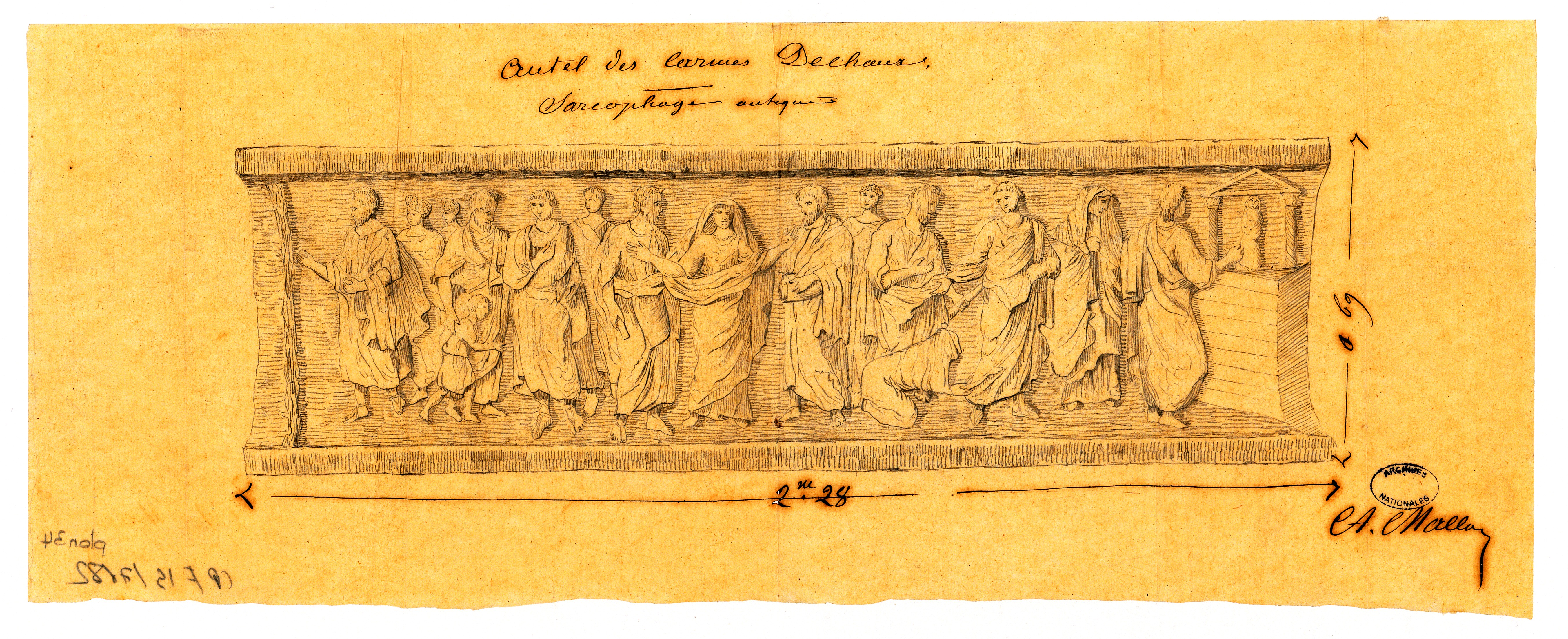
Autel des Carmes Dechaux (Clermont-Ferrand)
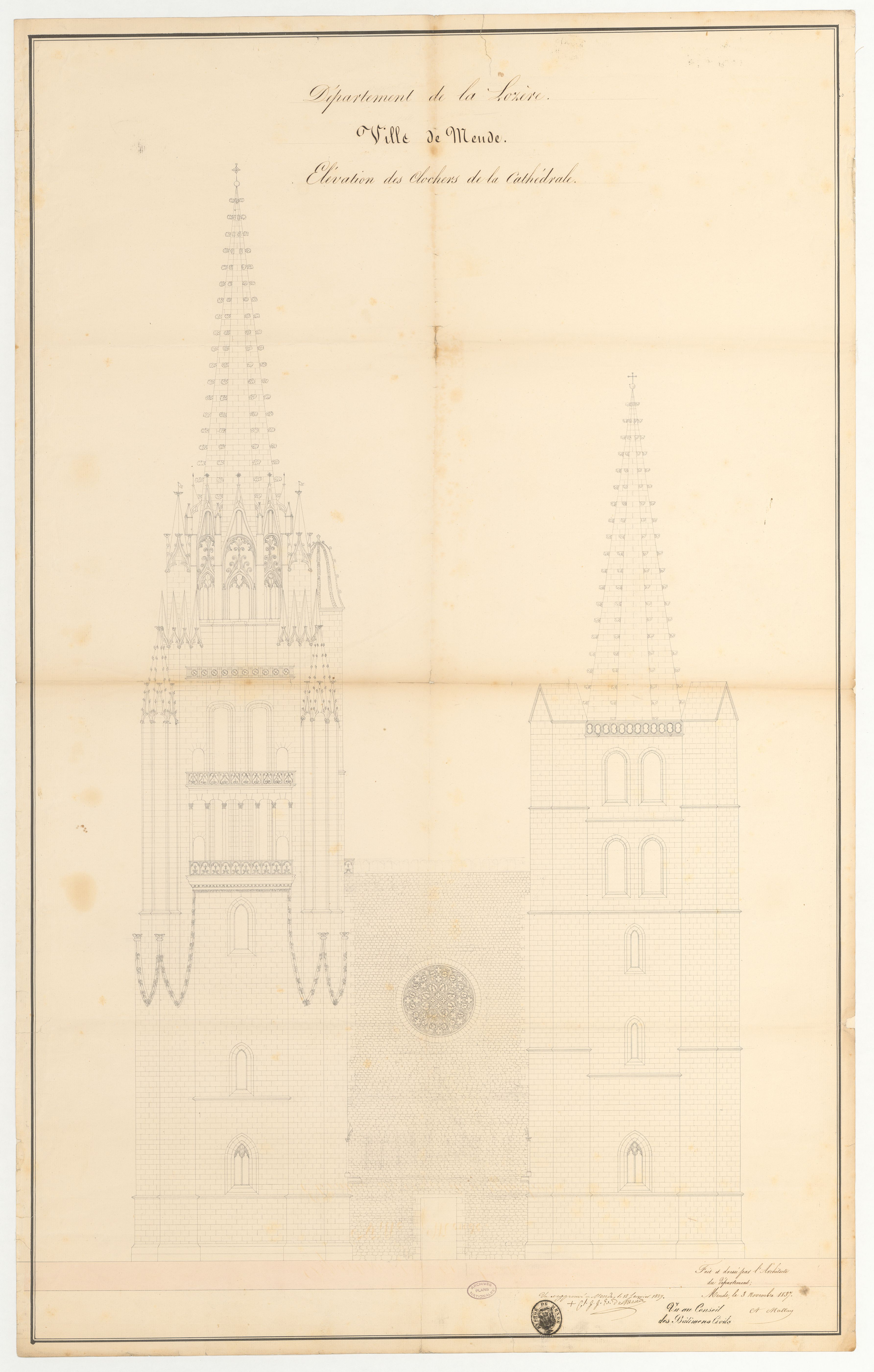
Élévation des clochers de la cathédrale de Mende, 1837